# 야마시타 노부히로
야마시타 노부히로(山下 敦弘, 1976년 8월 29일 ~)은 일본의 영화 감독이다. 아이치현 출신이며, 오사카 예술대학 예술학부 영상학과를 졸업했다.

## 감독 작품

### 영화
- 1999년 《우울한 생활》
- 2002년 《바보들의 배》
- 2003년 《리얼리즘 여관》
- 2004년 《크림레몬》
- 2005년 《린다 린다 린다》
- 2006년 《마츠가네 난사사건》
- 2007년 《열흘 밤의 꿈》
- 2007년 《마을에 부는 산들바람》
- 2011년 《마이 백 페이지》
- 2012년 《고역열차》
- 2013년 《모라토리움기의 다마코》
- 2016년 《오버 더 펜스》

### 드라마
- 2007년 《타니무라 미츠키, 교토 거주. ~사랑이 물들기 전에~》
- 2008년 《아오이 유우×네 개의 카무플라주》 (WOWOW)
- 2008년 《주간 마키 요코》 〈나카노의 친구〉 (TV 도쿄)
- 2009년 《심야식당》 제7화 〈달걀 샌드위치〉 (마이니치 방송)